# Attestats
Attestats var indtil 1848 betegnelsen for et eksamensbevis på en embedseksamen, og var et akademisk vidnesbyrd om duelighed i anledning af bestået eksamen.
Attestats anvendtes især i den teologiske eksamen, hvor udstedelsen sikrede at modtageren fik tilladelse til at prædike offentligt. Udstedelsen af teologisk attestats går langt tilbage, men findes i i et kongeligt åbent brev fra 17. marts 1675 der sagde at "Ingen uden Baccalaurei maae beskikkes til Hører eller Rector, eller tilstædes Theologisk Attestats, samt at denne saavelsom Philosophisk Examen 4 Gange om Aaret i det mindste skal holdes, og Omkostningerne modereres". 
Dette blev nøjere bestemt ved Danske Lovs (1683) 2. bog, 2. Kap, 1. Artikel: "Enhver Inlændisk, eller Udlændisk, som er til Sinds at lade sig bruge paa Prædikestolen, om han endskiønt er Magister Philosophiæ, skal først tage af Professoribus Theologiæ, i Kongens Universitet en Attestion om sin forfremmelse i Guds Ords Kundskab; dernæst skal han have af Theologis i fornævnte Universitet et skriftligt Vidnesbyrd om sine Gaver paa Prædikestolen, Og, naar han saaledes Litteras Attestionis og Dimissionis bekommet haver, og derhos ført et got stille Levnet, uden ny Noder og anden Letfærdighed, maae han, og ikke ellers, tilstædes at lade sig høre paa Prædikestolen, og tage Kaldsbrev, hvor han lovligen kan blive kaldet."
Attestatsen blev afskaffet ved reformerne i 1848.